# Переяславська міська рада
Переяславська міська́ ра́да — адміністративно-територіальна одиниця та орган місцевого самоврядування у складі Київської області Переяславської міської громади. Адміністративний центр — місто обласного значення Переяслав.

## Загальні відомості
- Територія ради: 31,52 км²
- Населення ради: 26 994 особи (станом на 1 травня 2019 року)[1]
- Територією ради протікають річки Трубіж, Альта.

## Населені пункти
Міській раді підпорядковані населені пункти:
- м. Переяслав

## Склад ради
Рада складається з 34 депутатів та голови.
- Голова ради: Саулко Вячеслав Володимирович
- Секретар ради: Оверчук Лідія Миколаївна

### Керівний склад попередніх скликань
| Прізвище, ім'я, по батькові    | Основні відомості                                                                                               | Дата обрання | Дата звільнення |
| ------------------------------ | --- | ------------ | --------------- |
| Фесенко Петро Олександрович    | Голова міськвиконкому, (1938-2012)                                                                              | 1975         | 1980            |
| Єфіменко Ольга Іллівна         | Голова міськвиконкому, 1943 року народження                                                                     | 1980         | 1986            |
| Тарасенко Олександр Васильович | Голова міськвиконкому, міський голова, (1940-2020)                                                              | 1986         | 1994            |
| Кардаш Микола Іванович         | Міський голова, (1951-2011)                                                                                     | 1994         | 1998            |
| Сокур Григорій Романович       | Міський голова, 1951 року народження                                                                            | 1998         | 2005            |
| Чайка Тетяна Аркадіївна        | Міський голова, 1957 року народження                                                                            | 2005         | 2006            |
| Якименко Іван Петрович         | Міський голова, 1951 року народження, безпартійний                                                              | 26.03.2006   | 31.10.2010      |
| Шкіра Олександр Григорович     | Міський голова, 1964 року народження, освіта вища, безпартійний                                                 | 31.10.2010   | 25.02.2014      |
| Костін Тарас Вікторович        | Міський голова, 1973 року народження, освіта вища                                                               | 29.07.2014   | 25.10.2015      |
| Костін Тарас Вікторович        | Міський голова, 1973 року народження, освіта вища, безпартійний, від партії Блок Петра Порошенка «Солідарність» | 25.10.2015   | 25.10.2020      |
| Саулко Вячеслав Володимирович  | Міський голова, 1961 року народження, освіта вища, безпартійний, від партії "Слуга народу"                      | 25.10.2020   |                 |

Примітка: таблиця складена за даними джерела Ніколенко А.П. Переяславу - 1100 років. - К. : Міленіум, 2007. - 296 с. та сайту Верховної Ради України та ЦВК

### Депутати VII скликання
За результатами місцевих виборів 2015 року депутатами ради стали:

#### За суб'єктами висування
| Суб'єкт висування                                       | Кількість обраних депутатів | %     |
| ------------------------------------------------------- | --------------------------- | ----- |
| Партія Блок Петра Порошенка «Солідарність»              | 9                           | 26.47 |
| Політична партія «Наш край»                             | 7                           | 20.59 |
| Політична партія «Нові обличчя»                         | 3                           | 8.82  |
| Політична партія «Об'єднання „Самопоміч“»               | 3                           | 8.82  |
| Політична партія Всеукраїнське об'єднання «Батьківщина» | 3                           | 8.82  |
| Політична партія «Партія простих людей Сергія Капліна»  | 3                           | 8.82  |
| Радикальна партія Олега Ляшка                           | 3                           | 8.82  |
| Політична партія Всеукраїнське об'єднання «Свобода»     | 3                           | 8.82  |

#### За округами
| № округу                                                | Прізвище, ім'я, по батькові       | Дата нар.  | Освіта              | Партійна приналежність                                        | Відомості |
| ------------------------------------------------------- | --------------------------------- | ---------- | ------------------- | ------------------------------------------------------------- | --- |
| ПАРТІЯ "БЛОК ПЕТРА ПОРОШЕНКА «СОЛІДАРНІСТЬ»             |                                   |            |                     |                                                               | |
| 25                                                      | Чорний Олександр Миколайович      | 29.11.1969 | вища                | безпартійний                                                  | Переяслав-Хмельницький об'єднаний міський військовий комісаріат, військовий комісар                          |
| 3                                                       | Лукашевич Олексій Михайлович      | 01.03.1980 | вища                | безпартійний                                                  | НІЕЗ «Переяслав», генеральний директор                                                                       |
| 26                                                      | Розовик Олена Іванівна            | 21.01.1963 | вища                | член ПАРТІЇ "БЛОК ПЕТРА ПОРОШЕНКА «СОЛІДАРНІСТЬ»              | Архівний відділ Переяслав-Хмельницької РДА, начальник відділу                                                |
| 14                                                      | Гриценко Артем Миколайович        | 30.04.1988 | вища                | член ПАРТІЇ "БЛОК ПЕТРА ПОРОШЕНКА «СОЛІДАРНІСТЬ»              | Фізична особа підприємець                                                                                    |
| 4                                                       | Кикоть Сергій Миколайович         | 27.09.1983 | вища                | член ПАРТІЇ "БЛОК ПЕТРА ПОРОШЕНКА «СОЛІДАРНІСТЬ»              | ДВНЗ «Переяслав-Хмельницький ДПУ ім. Г. Сковороди», керівник навчально-наукового відділу                     |
| 6                                                       | Гончар Віта Вікторівна            | 11.06.1974 | вища                | безпартійна                                                   | Національна академія державного управління при Президентові України, аспірант                                |
| 24                                                      | Щукін Василь Віталійович          | 07.02.1962 | вища                | безпартійний                                                  | Переяслав-Хмельницька ЦРЛ, завідувач кардіологічного відділення                                              |
| 30                                                      | Нестеренко Вячеслав Миколайович   | 07.04.1983 | вища                | член ПАРТІЇ "БЛОК ПЕТРА ПОРОШЕНКА «СОЛІДАРНІСТЬ»              | тимчасово не працює                                                                                          |
| 23                                                      | Ружановська Людмила Володимирівна | 28.06.1973 | вища                | член ПАРТІЇ "БЛОК ПЕТРА ПОРОШЕНКА «СОЛІДАРНІСТЬ»              | ДНЗ № 7 «Берізка», вихователь                                                                                |
| Політична партія «Наш край»                             |                                   |            |                     |                                                               | |
| пк                                                      | Бочарін Петро Петрович            | 05.08.1960 | вища                | безпартійний                                                  | Переяслав-Хмельницька міська рада, секретар                                                                  |
| 1                                                       | Саулко Вячеслав Володимирович     | 30.05.1961 | вища                | безпартійний                                                  | ТОВ «Сімекс Альянс Україна», директор                                                                        |
| 17                                                      | Конченко Віктор Дмитрович         | 10.02.1958 | вища                | безпартійний                                                  | Переяслав-Хмельниць кий ЦРЛ, лікар-кардіолог                                                                 |
| 27                                                      | Шимченко Людмила Анатоліївна      | 10.08.1963 | вища                | безпартійна                                                   | ДВНЗ Переяслав-Хмельницький ДПУ ім. Григорія Сковороди, доцент                                               |
| 32                                                      | Дикий Олексій Степанович          | 31.03.1974 | вища                | член Політичної партії «Наш край»                             | Переяслав-Хмельницька швейна фабрика ТОВ «НУС», директор                                                     |
| 20                                                      | Пироговський Андрій Олександрович | 11.03.1982 | вища                | безпартійний                                                  | ТОВ «Миза», фінансо вий директор                                                                             |
| 30                                                      | Конон Андрій Андрійович           | 18.03.1976 | вища                | безпартійний                                                  | Переяслав-Хмельницький ОМВК, заступник військового комісара                                                  |
| політична партія Всеукраїнське об'єднання «Батьківщина» |                                   |            |                     |                                                               | |
| пк                                                      | Оверчук Лідія Миколаївна          | 07.02.1966 | вища                | член політичної партії Всеукраїнське об'єднання «Батьківщина» | Фізична особа-підприємець                                                                                    |
| 6                                                       | Вовк Валерій Олексійович          | 14.05.1959 | вища                | член політичної партії Всеукраїнське об'єднання «Батьківщина» | Станція швидкої допомоги, виїзний фельдшер                                                                   |
| 24                                                      | Чайка Олена Миколаївна            | 14.04.1977 | вища                | член політичної партії Всеукраїнське об'єднання «Батьківщина» | Волонтерська діяльність                                                                                      |
| політична партія Всеукраїнське об'єднання «Свобода»     |                                   |            |                     |                                                               | |
| пк                                                      | Сиворко Михайло Михайлович        | 13.10.1952 | вища                | член політичної партії Всеукраїнське об'єднання «Свобода»     | приватне підприємство (Сіміх), директор                                                                      |
| 34                                                      | Закірко Наталія Володимирівна     | 11.12.1971 | загальна середня    | член політичної партії Всеукраїнське об'єднання «Свобода»     | не працюю, без посади                                                                                        |
| 26                                                      | Сиворко Сергій Михайлович         | 20.06.1985 | вища                | член політичної партії Всеукраїнське об'єднання «Свобода»     | Приватний підприємець, підприємець                                                                           |
| Політична партія «Нові обличчя»                         |                                   |            |                     |                                                               | |
| пк                                                      | Янчук Ігор Вікторович             | 07.09.1984 | вища                | безпартійний                                                  | Переяслав-Хмельницький РБК, художник                                                                         |
| 21                                                      | Юденко Владислав Михайлович       | 23.12.1985 | вища                | безпартійний                                                  | ТОВ «Медіа Груп 2000», директор                                                                              |
| 15                                                      | Федорук Жанна Володимирівна       | 28.07.1967 | вища                | безпартійна                                                   | пенсіонер |
| Політична партія "Об'єднання «САМОПОМІЧ»                |                                   |            |                     |                                                               | |
| пк                                                      | Іващенко Максим Миколайович       | 15.12.1991 | вища                | член Політичної партії "Об'єднання «САМОПОМІЧ»                | ДВНЗ «Переяслав-Хмельницький державний педагогічний університет імені Григорія Сковороди», аспірант          |
| 34                                                      | Гура Микола Михайлович            | 28.12.1972 | професійно-технічна | безпартійний                                                  | ТОВ «Гура-Ландтехнік», директор                                                                              |
| 28                                                      | Мусієнко Василь Миколайович       | 11.01.1963 | вища                | безпартійний                                                  | ТОВ «Укрпромпостач 95» ЛТД, слюсар контрольно-вимірювальних приладів та апаратура                            |
| ПОЛІТИЧНА ПАРТІЯ «ПАРТІЯ ПРОСТИХ ЛЮДЕЙ СЕРГІЯ КАПЛІНА»  |                                   |            |                     |                                                               | |
| пк                                                      | Калашник Олександр Григорович     | 20.03.1975 | вища                | член ПОЛІТИЧНОЇ ПАРТІЇ «ПАРТІЯ ПРОСТИХ ЛЮДЕЙ СЕРГІЯ КАПЛІНА»  | Товариство з обмеженою відповідальністю «Чобіток 2008», директор                                             |
| 33                                                      | Михняк Олександр Борисович        | 09.05.1970 | вища                | член ПОЛІТИЧНОЇ ПАРТІЇ «ПАРТІЯ ПРОСТИХ ЛЮДЕЙ СЕРГІЯ КАПЛІНА»  | Приватне підприємство «Марценюк В. М.», директор                                                             |
| 16                                                      | Матвієнко Олександр Володимирович | 23.08.1961 | вища                | безпартійний                                                  | Товариство з обмеженою відповідальністю «Світа», газета «Діловий Переяслав», редактор інформаційного відділу |
| Радикальна партія Олега Ляшка                           |                                   |            |                     |                                                               | |
| пк                                                      | Шинкар Юрій Сергійович            | 27.06.1964 | вища                | член Радикальної партії Олега Ляшка                           | пенсіонер |
| 33                                                      | Гайдак Василь Григорович          | 01.10.1960 | вища                | безпартійний                                                  | Товариство з обмеженою відповідальністю "Бізнес-Центр «Переяславський», заступник директора                  |
| 13                                                      | Аракелян Олександр Михайлович     | 07.08.1973 | вища                | член Радикальної партії Олега Ляшка                           | Фізична особа-підприємець                                                                                    |

### VI скликання
Рада складалась з 46 депутатів та голови.
- Голова ради: Костін Тарас Вікторович
- Секретар міської ради: Дикий Олексій Степанович
- Перший заступник міського голови: Бурдонос Володимир Васильович
- Керуюча справами виконкому міської ради: Швидка Тетяна Давидівна
- Заступник міського голови: Гірко Марія Василівна
- Заступник міського голови: Губенко Валентина Валеріївна

#### Депутати VI скликання
За результатами місцевих виборів 2010 року депутатами ради стали:

##### За суб'єктами висування
| Суб'єкт висування                                       | Кількість обраних депутатів | %    |
| ------------------------------------------------------- | --------------------------- | ---- |
| Партія регіонів                                         | 10                          | 21,7 |
| Народна Партія                                          | 6                           | 13   |
| Політична партія «Фронт Змін»                           | 5                           | 10,9 |
| Соціалістична партія України                            | 5                           | 10,9 |
| Політична партія Ліберальна Україна                     | 3                           | 6,5  |
| Громадянська партія «ПОРА»                              | 2                           | 4,3  |
| Політична партія Всеукраїнське об'єднання «Батьківщина» | 2                           | 4,3  |
| Політична партія Народний Рух України                   | 2                           | 4,3  |
| Політична партія «Сильна Україна»                       | 2                           | 4,3  |
| Політична партія «УДАР»                                 | 2                           | 4,3  |
| Єдиний Центр                                            | 1                           | 2,2  |
| Політична партія Всеукраїнське об'єднання «Свобода»     | 1                           | 2,2  |
| Політична партія «Наша Україна»                         | 1                           | 2,2  |
| Політична партія «Сила і честь»                         | 1                           | 2,2  |
| Соціал-демократична партія України                      | 1                           | 2,2  |
| Соціал-демократична партія України (об'єднана)          | 1                           | 2,2  |
| Українська республіканська партія                       | 1                           | 2,2  |

##### За округами
| № округу                                                                             | Прізвище, ім'я, по батькові         | Дата визнання обраним | Освіта             | Партійна приналежність                                                                     | Відомості про обраного депутата                                                                                               |
| ------------------------------------------------------------------------------------ | ----------------------------------- | --------------------- | ------------------ | ------------------------------------------------------------------------------------------ | --- |
| Громадянська партія «ПОРА»                                                           |                                     |                       |                    |                                                                                            | |
| б/м                                                                                  | Шаменко Сергій Миколайович          | 04.11.2010            | середня            | член Громадянської партії «ПОРА»                                                           | приватний підприємець |
| 20                                                                                   | Конон Андрій Андрійович             | 02.11.2010            | вища               | член Громадянської партії «ПОРА»                                                           | підприємець |
| Єдиний Центр                                                                         |                                     |                       |                    |                                                                                            | |
| 10                                                                                   | Конченко Віктор Дмитрович           | 02.11.2010            | вища               | член Єдиного Центру                                                                        | ЦРЛ, лікар-кардіолог |
| Народна Партія                                                                       |                                     |                       |                    |                                                                                            | |
| 1                                                                                    | Саулко Вячеслав Володимирович       | 02.11.2010            | вища               | член Народної партії                                                                       | ПП «Сімекс-зооветсервіс», директор                                                                                            |
| 4                                                                                    | Дем'яненко Валентина Володимирівна  | 02.11.2010            | вища               | член Народної партії                                                                       | загальноосвітня школа № 1, директор                                                                                           |
| 6                                                                                    | Бочарін Петро Петрович              | 02.11.2010            | вища               | член Народної партії                                                                       | Переяслав-Хмельн. цех телеком, начальник                                                                                      |
| 11                                                                                   | Павлюк Сергій Валерійович           | 02.11.2010            | вища               | член Народної партії                                                                       | Переяслав-Хм цегельний завод, директор                                                                                        |
| 13                                                                                   | Навальна Марина Іванівна            | 02.11.2010            | вища               | член Народної партії                                                                       | Інститут української мови НАН, докторант                                                                                      |
| 17                                                                                   | Шимченко Людмила Анатоліївна        | 02.11.2010            | вища               | позапартійна                                                                               | Переяслав-Хм ДПУ, доцент |
| Партія регіонів                                                                      |                                     |                       |                    |                                                                                            | |
| б/м                                                                                  | Ярощук Олександр Васильович         | 04.11.2010            | вища               | член Партії регіонів                                                                       | ПАТ «Переяславський експериментальний комбінат хлібопродуктів», голова правління                                              |
| б/м                                                                                  | Потапенко Олександр Іванович        | 04.11.2010            | вища               | член Партії регіонів                                                                       | Переяслав-Хмельницький державний педагогічний університет ім. Г. Сковороди, завідувач кафедри                                 |
| б/м                                                                                  | Горбенко Микола Іванович            | 04.11.2010            | вища               | член Партії регіонів                                                                       | Переяслав-Хмельницький державний педагогічний університет ім. Г. Сковороди, доцент кафедри туризму                            |
| б/м                                                                                  | Поліч Яна Олександрівна             | 04.11.2010            | вища               | член Партії регіонів                                                                       | тимчасово не працює |
| б/м                                                                                  | Кудін Андрій Анатолійович           | 04.11.2010            | вища               | член Партії регіонів                                                                       | ТОВ «Суперпак», дитектор |
| б/м                                                                                  | Тимінько Віктор Володимирович       | 04.11.2010            | вища               | член Партії регіонів                                                                       | БФ"Переяславщина", президент                                                                                                  |
| б/м                                                                                  | Іванюк Володимир Іванович           | 12.11.2010            | вища               | член Партії регіонів                                                                       | ТОВ «Аврокс», заступник генерального директора                                                                                |
| 3                                                                                    | Голованова Раїса Петрівна           | 02.11.2010            | вища               | член Партії регіонів                                                                       | Центр соціального захисту пенсіонерів та інвалідів м. Переяслав-Хм., генеральний директор                                     |
| 7                                                                                    | Смірнов Олександр Володимирович     | 02.11.2010            | вища               | член Партії регіонів                                                                       | підприємець, тренер з боксу                                                                                                   |
| 23                                                                                   | Миколаїнко Оксана Іванівна          | 02.11.2010            | вища               | член Партії регіонів                                                                       | Переяслав-Хмельницькийго центр соціального захисту пенсіонерів та інвалідів, завідувачка відділення соціально-медичних послуг |
| Політична партія Всеукраїнське об'єднання «Батьківщина»                              |                                     |                       |                    |                                                                                            | |
| б/м                                                                                  | Мевша Сергій Петрович               | 04.11.2010            | вища               | член Всеукраїнського об'єднання «Батьківщина»                                              | приватний підприємець |
| б/м                                                                                  | Герасименко Олександр Олександрович | 04.11.2010            | вища               | член Всеукраїнського об'єднання «Батьківщина»                                              | ТОВ «Альрамін», директор |
| Політична партія Всеукраїнське об'єднання «Свобода»                                  |                                     |                       |                    |                                                                                            | |
| б/м                                                                                  | Сиворко Михайло Михайлович          | 04.11.2010            | вища               | член Всеукраїнського об'єднання «Свобода»                                                  | ПП «Сіміх», директор |
| Політична партія Ліберальна Україна                                                  |                                     |                       |                    |                                                                                            | |
| б/м                                                                                  | Канна Володимир Афанасійович        | 04.11.2010            | вища               | позапартійний                                                                              | ТОВ «Переяславтранссервіс», генеральний директор                                                                              |
| б/м                                                                                  | Багно Олег Анатолійович             | 04.11.2010            | вища               | член Політичної партії Ліберальна Україна                                                  | Переяслав-Хмельницьке районне бюро технічної інвентаризації., керівник                                                        |
| б/м                                                                                  | Ткаченко Лариса Василівна           | 04.11.2010            | вища               | член Політичної партії Ліберальна Україна                                                  | Переяслав-Хмельницький ДПУ ім. Г.Сковороди, викладач                                                                          |
| Політична партія Народний Рух України                                                |                                     |                       |                    |                                                                                            | |
| 2                                                                                    | Корпанюк Микола Павлович            | 02.11.2010            | вища               | позапартійний                                                                              | Переяслав-Хм. ДПУ ім. Г.Сковороди, професор                                                                                   |
| 19                                                                                   | Стефанський Олег Миколайович        | 02.11.2010            | вища               | позапартійний                                                                              | ЦРЛ, хірург |
| Політична партія «Наша Україна»                                                      |                                     |                       |                    |                                                                                            | |
| 16                                                                                   | Розовик Олена Іванівна              | 02.11.2010            | вища               | член Політичної партії «Наша Україна»                                                      | Переяслав-Хмельницька районна державна адміністрація, начальник архівного відділу                                             |
| Політична партія «Сила і Честь»                                                      |                                     |                       |                    |                                                                                            | |
| 5                                                                                    | Шаповалов Володимир Петрович        | 02.11.2010            | вища               | член Політичної партії «Сила і Честь»                                                      | СБ П-Хм ощадбанку, головний інженер                                                                                           |
| Політична партія «Сильна Україна»                                                    |                                     |                       |                    |                                                                                            | |
| б/м                                                                                  | Якименко Іван Петрович              | 04.11.2010            | вища               | позапартійний                                                                              | міська рада, міський голова                                                                                                   |
| 12                                                                                   | Цимбал Олександр Анатолійович       | 02.11.2010            | середня            | член Політичної партії «Сильна Україна»                                                    | фізична особа-підприємець |
| Політична партія «УДАР (Український Демократичний Альянс за Реформи) Віталія Кличка» |                                     |                       |                    |                                                                                            | |
| б/м                                                                                  | Бочарін Петро Петрович              | 04.11.2010            | вища               | член Політичної партії «УДАР (Український Демократичний Альянс за Реформи) Віталія Кличка» | Київська філія ПрАТ СК «Провідна», директор центру                                                                            |
| б/м                                                                                  | Доміловський Віталій Михайлович     | 04.11.2010            | вища               | член Політичної партії «УДАР (Український Демократичний Альянс за Реформи) Віталія Кличка» | ФОП «Доміловський», менеджер                                                                                                  |
| Політична партія «Фронт Змін»                                                        |                                     |                       |                    |                                                                                            | |
| б/м                                                                                  | Лесик Олександр Миколайович         | 04.11.2010            | вища               | член Політичної партії «Фронт Змін»                                                        | ТОВ «ЛеСмарт», генеральний директор                                                                                           |
| б/м                                                                                  | Михайловський Володимир Миколайович | 04.11.2010            | вища               | член Політичної партії «Фронт Змін»                                                        | Стадіон ім. В. В. Лобановського, директор                                                                                     |
| б/м                                                                                  | Калашник Олександр Григорович       | 04.11.2010            | вища               | член Політичної партії «Фронт Змін»                                                        | приватний підприємець |
| 21                                                                                   | Дикий Олексій Степанович            | 02.11.2010            | вища               | член Політичної партії «Фронт Змін»                                                        | Переяслав-Хмельницька міська Рада, заступник міського голови                                                                  |
| 22                                                                                   | Михняк Олександр Борисович          | 02.11.2010            | середня спеціальна | член Політичної партії «Фронт Змін»                                                        | ПП «Марценюк», директор |
| Соціал-демократична партія України                                                   |                                     |                       |                    |                                                                                            | |
| 9                                                                                    | Левченко Володимир Григорович       | 02.11.2010            | вища               | позапартійний                                                                              | ПП «АТП Левченко», директор                                                                                                   |
| Соціал-демократична партія України (об'єднана)                                       |                                     |                       |                    |                                                                                            | |
| б/м                                                                                  | Толочин Віктор Іванович             | 04.11.2010            | вища               | член Соціал-демократичної партії України (об'єднаної)                                      | ПП магазин «Київстар», директор                                                                                               |
| Соціалістична партія України                                                         |                                     |                       |                    |                                                                                            | |
| б/м                                                                                  | Куценко Анатолій Микитович          | 04.11.2010            | вища               | член Соціалістичної партії України                                                         | ФОП Доміловський М. П., директор                                                                                              |
| б/м                                                                                  | Приходько Василь Васильович         | 04.11.2010            | вища               | член Соціалістичної партії України                                                         | Державне управління охорони навколишнього середовища в Київській області, інспектор                                           |
| 8                                                                                    | Кондусь Володимир Іванович          | 02.11.2010            | вища               | позапартійний                                                                              | Переяслав-Хмельницька загальноосвітня школа, директор                                                                         |
| 14                                                                                   | Томенко Любов Миколаївна            | 02.11.2010            | вища               | член Соціалістичної партії України                                                         | ДНЗ № 10 «Любавонька», завідувачка                                                                                            |
| 15                                                                                   | Туній Григорій Павлович             | 02.11.2010            | вища               | позапартійний                                                                              | Переяслав-Хмельницькаї ЦРЛ, завідувач відділення                                                                              |
| Українська республіканська партія                                                    |                                     |                       |                    |                                                                                            | |
| 18                                                                                   | Мусієнко Василь Миколайович         | 02.11.2010            | вища               | позапартійний                                                                              | ВКФ «Укрпромпостач-95» ЛТД, слюсар контро вимірювальних пр                                                                    |

## Структурні підрозділи
- Організаційний відділ
- Загальний відділ
- Юридичний відділ
- Відділ капітального будівництва та житлово-комунального господарства
- Відділ містобудування та архітектури
- Фінансово-господарський відділ
- Відділ у справах сім'ї та молоді
- Управління праці та соціального захисту населення
- Відділ інформації
- Архівний відділ
- Відділ з питань надзвичайних ситуацій та цивільного захисту населення
- Відділ ведення Державного реєстру виборців
- Державний реєстратор
- Державний адміністратор дозвільної системи
- Управління економіки
- Відділ освіти
- Спорткомітет
- Відділ культури і туризму
- Міський центр соціальних служб для сім'ї, дітей та молоді
- Фінансове управління
- Служба у справах дітей

## Комунальні підприємства
- ЖЕК
- ВУКГ
- Тепломережа
- Газета «Переяславська рада»